# Kamjanka
Kamjanka (ukrajinsky Кам'янка; rusky Каменка – Kamenka) je město v Čerkaské oblasti na Ukrajině. Leží na řece Ťasmynu, přítoku Dněpru, zhruba 300 kilometrů jihovýchodně od Kyjeva, hlavního města Ukrajiny, a 61 kilometrů jižně od Čerkas. Blízká velká sídla jsou Smila 34 kilometrů na severozápad a Oleksandrivka 15 kilometrů na jihovýchod. Po administrativně-teritoriální reformě v červenci 2020 patří do Čerkaského rajónu, do té doby byla centrem Kamjanského rajónu. V Kamjance žije přibližně 12 tisíc obyvatel. V roce 2011 to ještě bylo 12 956 obyvatel.
Je zde správní centrum Kamjanské městské komunity.
Kamjanka byla známá pobytem ruských umělců, pobývali zde například Alexandr Sergejevič Puškin a Petr Iljič Čajkovskij, a také volnomyšlenkářů, proto zde bylo jedno z nejdůležitějších středisek děkabristů.